# والتر نوداک
والتر نوداک (انگلیسی: Walter Noddack؛ زاده ۱۷ اوت ۱۸۹۳ درگذشته ۷ دسامبر ۱۹۶۰) یک دانشمند اهل آلمان بود.